# Interkontinentalrakete

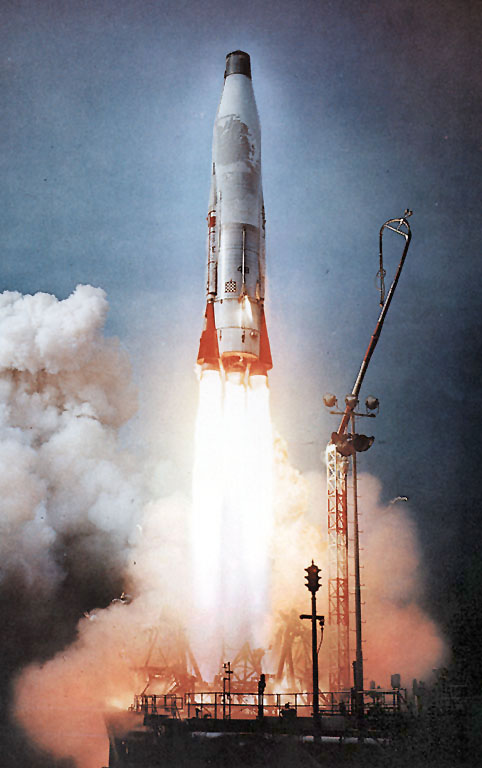
US-amerikanische Atlas-B-Interkontinentalrakete der ersten Generation (1958)

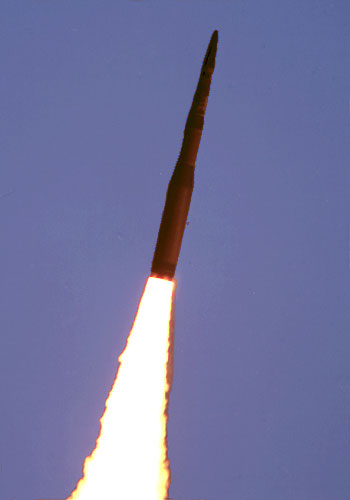
Minuteman II-ICBM der zweiten Generation

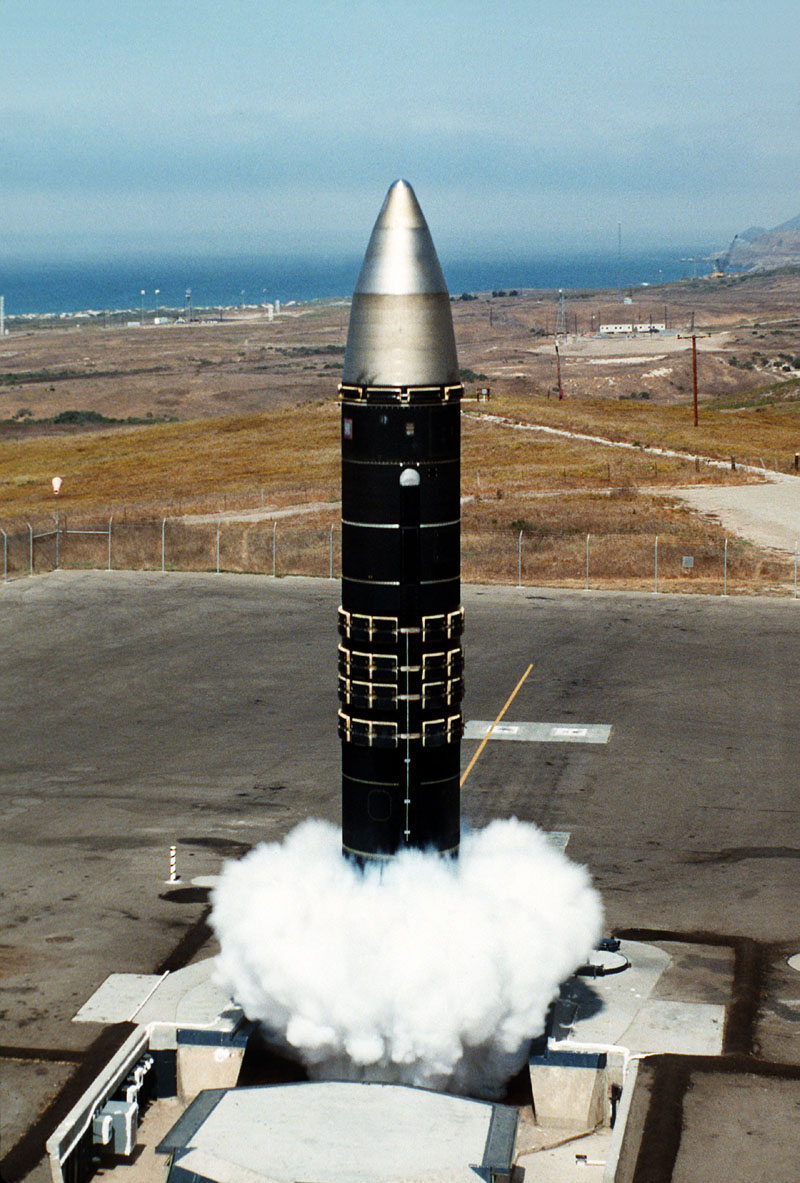
Peacekeeper-ICBM der dritten Generation

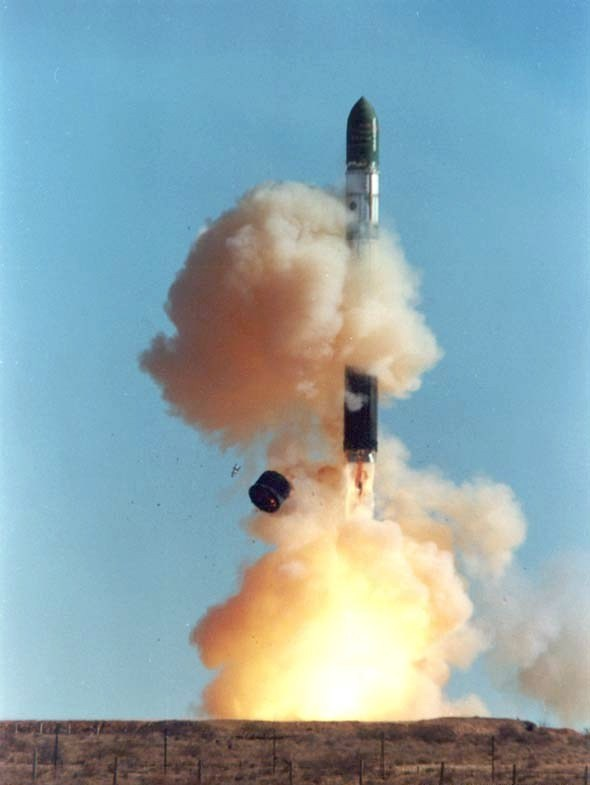
R-36M – Sowjetische UTTCh (SS-18 mod 4) beim Start

Interkontinentalraketen (englisch intercontinental ballistic missile, ICBM; russisch межконтинентальная баллистическая ракета, МБР) oder auch Langstreckenraketen sind ballistische Raketen hoher Reichweite. Ihr Einsatzzweck ist in erster Linie militärisch als Raketenwaffe. Interkontinentalraketen sind das wichtigste Trägermittel für Kernwaffen. Nach Lesart der SALT-II-Verträge sind ICBM alle ballistischen Raketen, deren Reichweite 5.500 km überschreitet. Unter der Abkürzung ICBM werden üblicherweise landgestützte Systeme verstanden. Seegestützte Interkontinentalraketen bezeichnet man als Submarine-launched ballistic missile (SLBM). Nach dem raketengetriebenen Start erreicht das Projektil den erdnahen Weltraum, der weitgehend antriebslos auf einer ballistischen Bahn (suborbitaler Flug) bis zum Ziel durchflogen wird; die typische Reichweite beträgt 5.500 bis 15.000 km. Die Entwicklung dieser Waffensysteme war durch den Kalten Krieg zwischen den Supermächten USA und Sowjetunion veranlasst. 1957 startete die erste funktionsfähige Interkontinentalrakete, eine sowjetische Entwicklung, löste damit den Sputnikschock aus und eröffnete einen neuen Rüstungswettlauf zwischen den Supermächten. In der Folgezeit wurde vor allem mit Interkontinentalraketen das Gleichgewicht des Schreckens aufgebaut. Versagt die Abschreckung und kommt es zu einem globalen Atomkrieg, kann sich der Mensch zum ersten Mal in der Menschheitsgeschichte selbst vernichten. Seit Jahrzehnten bilden Interkontinentalraketen den Kern der Atomstreitkräfte der Nuklearmächte.
Interkontinentalraketen gelten in den USA auch als Weltraumwaffen, weil sie einen großen Teil ihrer Flugbahn außerhalb der Erdatmosphäre zurücklegen. Ab 1. Juli 1993 wurden die US-amerikanischen ICBM-Streitkräfte in das Air Force Space Command eingegliedert. Zuvor wurde die Kontrolle durch das Air Combat Command ausgeübt. Am 1. Oktober 2002 wurde das United States Strategic Command mit dem United States Space Command zusammengelegt. In Russland unterstehen Interkontinentalraketen den Strategischen Raketentruppen.

## Antrieb
Während in Interkontinentalraketen der ersten Generation durchwegs Raketentriebwerke mit teilweise kryogenem Flüssigtreibstoff verbaut wurden, ging man mehr und mehr zu lagerfähigen Flüssigtreibstoffen und Feststoffantrieb über. Raketentriebwerke mit Feststoffantrieb haben zwar eine geringere Effizienz, sind jedoch in der Handhabung einfacher und besitzen eine kürzere Reaktionszeit – das Betanken der Rakete entfällt.
Moderne Interkontinentalraketen haben teilweise in der letzten Antriebsstufe wieder einen Flüssigtreibstoff-Raketenmotor, der allerdings regelbar ist. Diese Raketenstufen sind heute durchweg lagerfähig, der Treibstoff lagert dabei über Jahre in der Rakete und behält seine chemischen Eigenschaften. Durch die Regelmöglichkeit kann der Flugkörper bis kurz vor dem Einschlag manövriert werden. Das verbessert zum einen die Genauigkeit und erschwert zum anderen die Abwehr, da die Flugbahn nicht mehr rein ballistisch verläuft.

## Geschichte

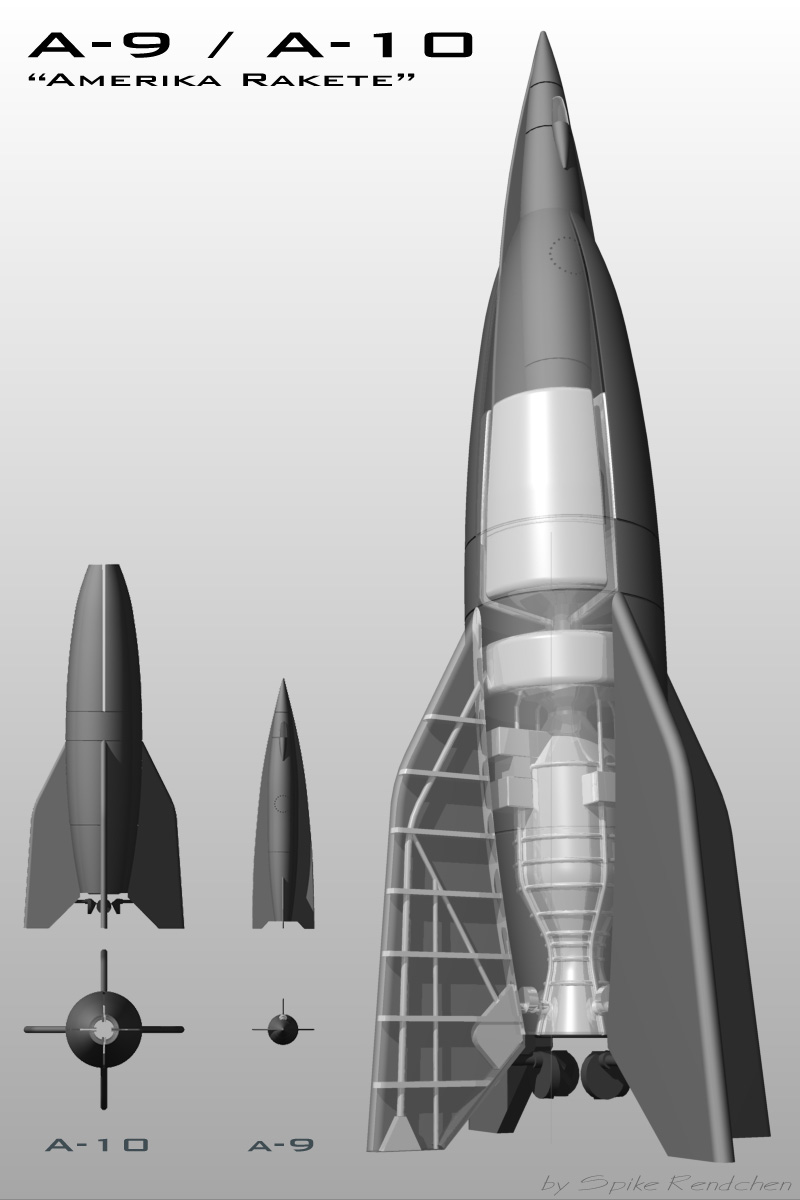
Aggregat 9/10 (Computergrafik)

Die Entwicklung von Interkontinentalraketen begann während des Zweiten Weltkriegs in Deutschland mit der Entwicklung der Aggregat 9 und der Aggregat 10. Die amerikanische Firma Consolidated Vultee Aircraft Corporation legte 1946 der US Air Force das Konzept MX-774 vor, das nach dem Krieg aus Deutschland übernommen wurde. Dieses Projekt besaß zu diesem Zeitpunkt jedoch keine besondere Dringlichkeit und wurde nur gering finanziert. Allerdings war es der Grundstein für das SM-65 (Atlas)-Projekt, welches ab 1954 die höchste Priorität durch die US Air Force erhielt. Der Bau relativ leichtgewichtiger Sprengköpfe aufgrund der Entwicklung und erfolgreichen Testung von Wasserstoffbomben nach dem Teller-Ulam-Design mit festem Brennstoff ließen Interkontinentalraketen ab diesem Zeitpunkt als realisierbare Option erscheinen.
In der Sowjetunion wurden Studien für Interkontinentalraketen seit 1950 durchgeführt, und die Entwicklung hatte im Jahr 1953 mit der Festlegung der Kriterien für die Rakete R-7 begonnen. Am 15. Mai 1957 fand schließlich der erste erfolglose Testflug einer Interkontinentalrakete in Baikonur statt. Erst der dritte Testflug der R-7 am 21. August 1957 verlief erfolgreich. Zwar zerbrach der Wiedereintrittskopf beim Wiedereintritt, jedoch war dieses Problem schon vor dem Flug bekannt und wurde daher nicht negativ gewertet.
Das Flugtestprogramm der Atlas-Rakete begann in Cape Canaveral am 11. Juni 1957 und war ebenso wie der Erstflug der R-7 ein Fehlschlag. Am 17. Dezember 1957 verlief ein Flug einer Atlas-A erfolgreich. Die Atlas-A war allerdings nur ein Entwicklungsmodell ohne zentrales Triebwerk und mit stark verringerter Reichweite.
Am 9. September 1959 wurde die Atlas-D durch das Strategic Air Command einsatzbereit erklärt und drei Raketen auf der Vandenberg AFB in Alarmzustand versetzt. Die Einsatzbereitschaft der sowjetischen R-7 wurde am 20. Januar 1960 deklariert. Diese ersten Interkontinentalraketen wiesen noch viele Unzulänglichkeiten auf, was Einsatzbereitschaft und Handhabung anging. Sie waren mit flüssigem Sauerstoff und Kerosin angetrieben. Der Sauerstoff konnte nicht an Bord der Rakete gelagert werden, was zur Folge hatte, dass die Rakete vor einem Start betankt werden musste. Die R-7 war auch zu groß und komplex, um sie in einem Silo geschützt lagern zu können. Bei der ab 1962 stationierten Atlas F und der Parallelentwicklung Titan I konnte man das, jedoch verhinderte der ständig verdampfende Sauerstoff eine Zündung im Silo, so dass die Raketen auf großen Lifts aus den Silo gehoben werden mussten und erst an der Oberfläche starteten. Das erhöhte neben der Reaktionszeit im Falle eines Angriffs auch die Kosten des komplexen Systems. In der Sowjetunion wurden nur vier bis acht der etwas verbesserten Version R-7A in Baikonur und Plessezk stationiert. In den USA stationierte man 123 Atlas-D, -E und -F und 54 Titan I. Die R-7, Atlas/Titan-1 werden als Interkontinentalraketen der ersten Generation bezeichnet.
Noch während an der ersten Generation von Interkontinentalraketen gearbeitet wurde, begannen in den USA und der Sowjetunion im Zeichen des Wettrüstens Überlegungen für eine zweite Generation. Diese sollte lagerfähige Treibstoffe besitzen, die dauerhaft in der Rakete belassen werden konnten. Langwierige Betankungen vor dem Start wie bisher sollten also entfallen. Diese Raketen sollten außerdem im Silo gezündet werden können, was eine erhebliche Senkung der Reaktionszeit versprach. In den USA machte man sich an die Entwicklung der Titan II mit flüssigem lagerfähigen Treibstoff und der feststoffgetriebenen Minuteman. In der Sowjetunion arbeitete man an der R-9 und R-16. Die R-9 hatte zwar wie ihr Vorgänger Sauerstoff und Kerosin als Treibstoffkombination, dafür aber stark verbesserte Eigenschaften im Vergleich zur R-7. Sie wurde ab 1965 stationiert. Die R-16 verwendete flüssige, lagerfähige Treibstoffe und wurde Ende 1963 in Dienst gestellt. Titan II und Minuteman kamen in den USA ab 1963 in die Silos.
1967 verfügten die USA nach sechs Jahren intensiver Aufrüstung über 1054 Interkontinentalraketen im Dienst vom Typ Titan II und Minuteman I und II. Diese Zahl blieb aufgrund des SALT-Abkommens bis zum Ende des Kalten Krieges konstant, die mit Mehrfachsprengköpfen (MIRV) ausgestatteten Minuteman III (Stationierung ab 1970) und MX Peacekeeper (Stationierung ab Ende 1986) ersetzten nur die Minuteman I und Titan II. Mit der Ausmusterung der Titan II 1987 verfügte die USA nur noch über Raketen mit festem Treibstoff und MIRV in ihrem Arsenal.
Die Entwicklung des sowjetischen Arsenals verlief weit variabler als das der USA. Schließlich gab es eine große Anzahl verschiedener Raketentypen und Subvarianten. Im Gegensatz zu den USA setzte die Sowjetunion stark auf schwere Flüssigtreibstoffraketen und behielt neben MIRV bis in die 1990er Jahre Raketen mit Einzelsprengköpfen von 20 MT Sprengkraft in ihrem Arsenal. Erst in den 1980er Jahren führte die Sowjetunion Feststoffraketen in großer Zahl ein, die Topol und die RT-23. Diese Systeme waren zum Teil mobil auf Straßenfahrzeugen und Eisenbahnwaggons stationiert und somit schwer lokalisierbar. Die USA führte keine mobilen landgestützten Systeme ein, obwohl es mehrfach geplant war, so bei der Minuteman I, MX Peacekeeper und zuletzt bei der gestoppten Midgetman-Entwicklung.
SALT I von 1972 konnte den weiteren Ausbau der strategischen Arsenale nicht verhindern; zwischen Anfang der 1970er Jahre und 1980 wuchs die Zahl der Sprengköpfe für ICBM und SLBM der beiden Supermächte von jeweils rund 2.000 – mit leichtem Vorsprung der USA – auf mehr als 10.000 (USA) bzw. etwa 9.000 (UdSSR).
In den 1980er Jahren setzte sich der Anstieg sogar noch fort, bis er Ende des Jahrzehnts infolge der weltpolitischen Entwicklungen gestoppt werden konnte und seitdem schrittweise Reduzierungen möglich wurden.
Das einzige Land, welches neben den USA und der UdSSR/Russland Interkontinentalraketen in Dienst gestellt hat, ist die Volksrepublik China. Seit Anfang der 1960er Jahre betrieb das Land Forschung im Bereich ballistischer Raketen und konnte 1981 die DF-5 in Dienst stellen, eine Rakete mit lagerfähigen flüssigen Treibstoffen. Durch die südlichere Lage im Vergleich zur Sowjetunion/Russland müssen chinesische Raketen eine erheblich höhere Reichweite haben, um Ziele in Nordamerika erreichen zu können. Die DF-5 hat eine Reichweite von 13.000 km, während sowjetische/russische Raketen in der Regel nur für Reichweiten von 8.000 bis 11.000 km ausgelegt sind.
Das Ende des Kalten Krieges brachte eine drastische Abrüstung von Interkontinentalraketen der Supermächte mit sich, dennoch wurde weiterhin an Verbesserungen gearbeitet. Russland stellte die Topol-M als modernisierte Version der Topol in Dienst. China entwickelte die mobilen feststoffgetriebenen DF-31 und DF-31A. Die USA entwickelten keine neuen Interkontinentalraketen, führten aber ein massives Modernisierungsprogramm an ihrem Minuteman-III-Arsenal durch. Weitere Staaten, die derzeit an landgestützten Interkontinentalraketen arbeiten, sind Nordkorea und Indien.
Am 21. November 2024 wurde erstmals eine ICBM in einem Krieg (im Russisch-Ukrainischen Krieg) eingesetzt – wenn auch die Rakete (eine Oreschnik, die eine abgewandelte RS-26 ist und eher als Mittelstreckenrakete gilt) keine Sprengstoffe mit sich führte und eine rein politische Signalwirkung haben sollte. Kurz vor dem Einsatz am 21. November benachrichtigte Russland die USA, damit diese den Start der Rakete nicht mit einem Angriff gegen sich verwechselt.

## Reichweite

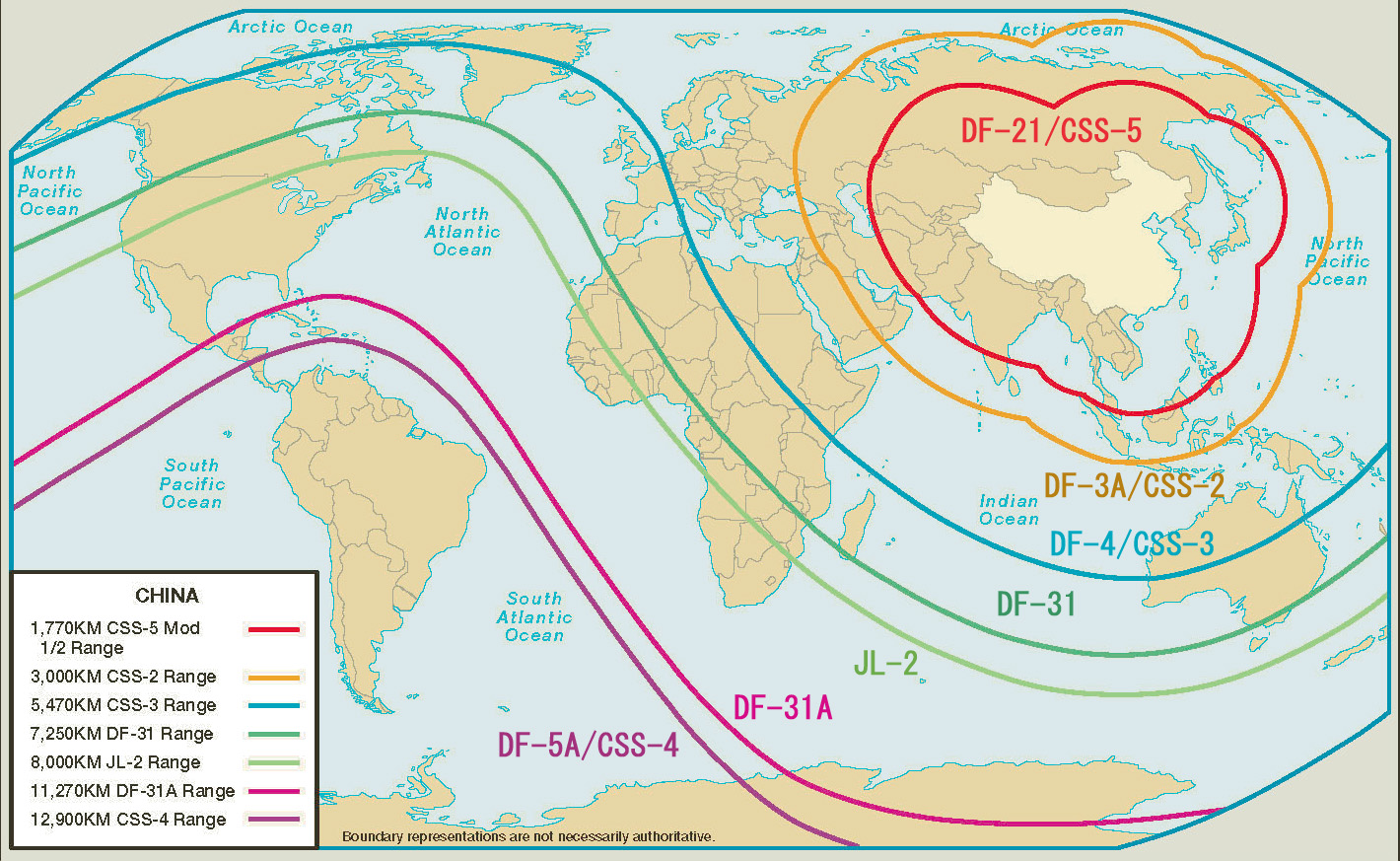
Geschätzte Reichweiten der chinesischen Interkontinentalraketen Dongfeng und JL-2

Mit einer ballistischen Flugbahn sind Reichweiten bis ca. 13.000 km üblich. Die nicht mehr im Truppendienst befindliche sowjetische R-36-Rakete hatte in einer ihrer Varianten sogar einen teilorbitalen Sprengkopf, der von einem stabilen Orbit aus ferngesteuert jeden Punkt der Erde erreichen konnte (FOBS).
Aufgrund der hohen Leistungsfähigkeit der Raketen werden veraltete oder außer Dienst gestellte Interkontinentalraketen auch zum Start von Satelliten eingesetzt, beispielsweise die russischen UR-100N als Rockot-Trägerrakete.

## Sprengkopf

### Typen
ICBMs sind bisher ausschließlich mit nuklearen Sprengköpfen bestückt. Dabei bezeichnet das Wurfgewicht das Sprengkopfgewicht, das die Rakete befördern kann. Seit der zweiten Generation kommen fast ausschließlich Mehrfachsprengköpfe (MIRV) zum Einsatz, d. h. spätestens bei Wiedereintritt in die Atmosphäre teilt sich die Spitze in mehrere Gefechtsköpfe, die auf verschiedene Ziele programmiert werden können.
Die Gefechtsköpfe (englisch warheads) hatten bei den ersten Generationen von Raketen eine Sprengkraft von mehreren Millionen Tonnen TNT-Äquivalent, so etwa bei dem W-53-Sprengkopf der Titan II mit 9 MT. Mit Einführung von MIRV mit ihrer erhöhten Genauigkeit und größerer Anzahl sank die Sprengkraft auf einige hundert kT. Die Sowjetunion stationierte aber noch in den 1980er Jahren Raketen mit Einzelsprengköpfen mit bis zu 20 MT Sprengkraft.
Neuerdings wird in den USA diskutiert, Interkontinentalraketen mit konventionellen Sprengköpfen zu bestücken, um damit auch weit entfernte Stützpunkte von Terroristen angreifen zu können. Von russischer Seite wird das sehr kritisch kommentiert, da damit eine Identifizierung von mit Nuklearsprengköpfen bestückten Waffen, eine wesentliche Grundlage bisheriger Abrüstungsabkommen, unmöglich würde.

### Wiedereintrittskörper
Da Interkontinentalraketen einen Großteil der Flugbahn im Weltraum zurücklegen, müssen sie zum Erreichen ihres Zieles wieder in die Erdatmosphäre eindringen. Um nicht zu verglühen, benötigen sie einen wärmeresistenten Wiedereintrittskörper.

### Mehrfachsprengköpfe (MRV) und (MIRV)

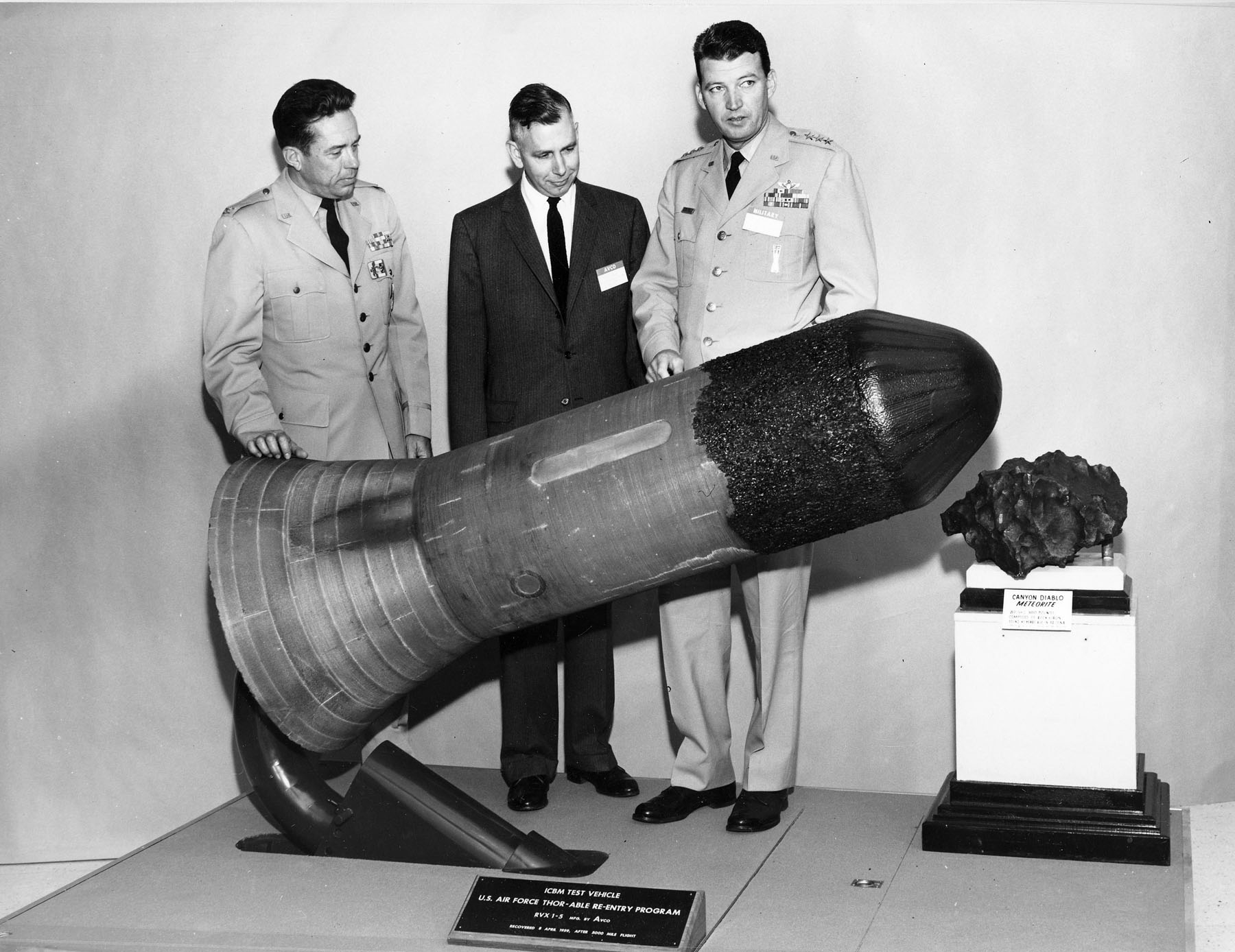
Wiedereintrittskörper nach einem Test mit der Mittelstreckenrakete Thor-Able im April 1959

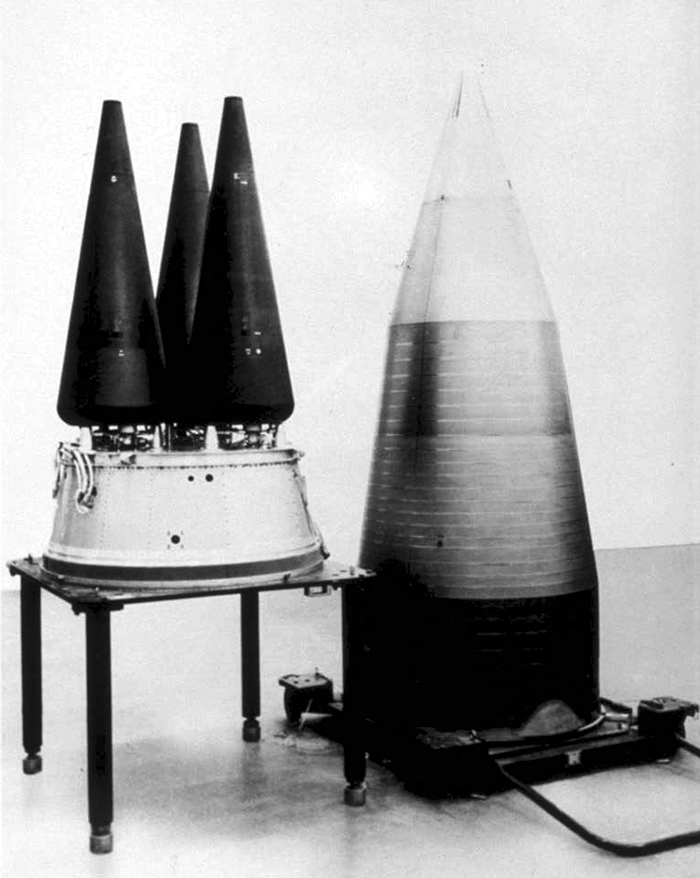
links: MIRV-Konfiguration aus W78-Sprengköpfen in MK12-A Wiedereintrittskörpern;
rechts: LGM-30G Minuteman III-Nutzlastverkleidung

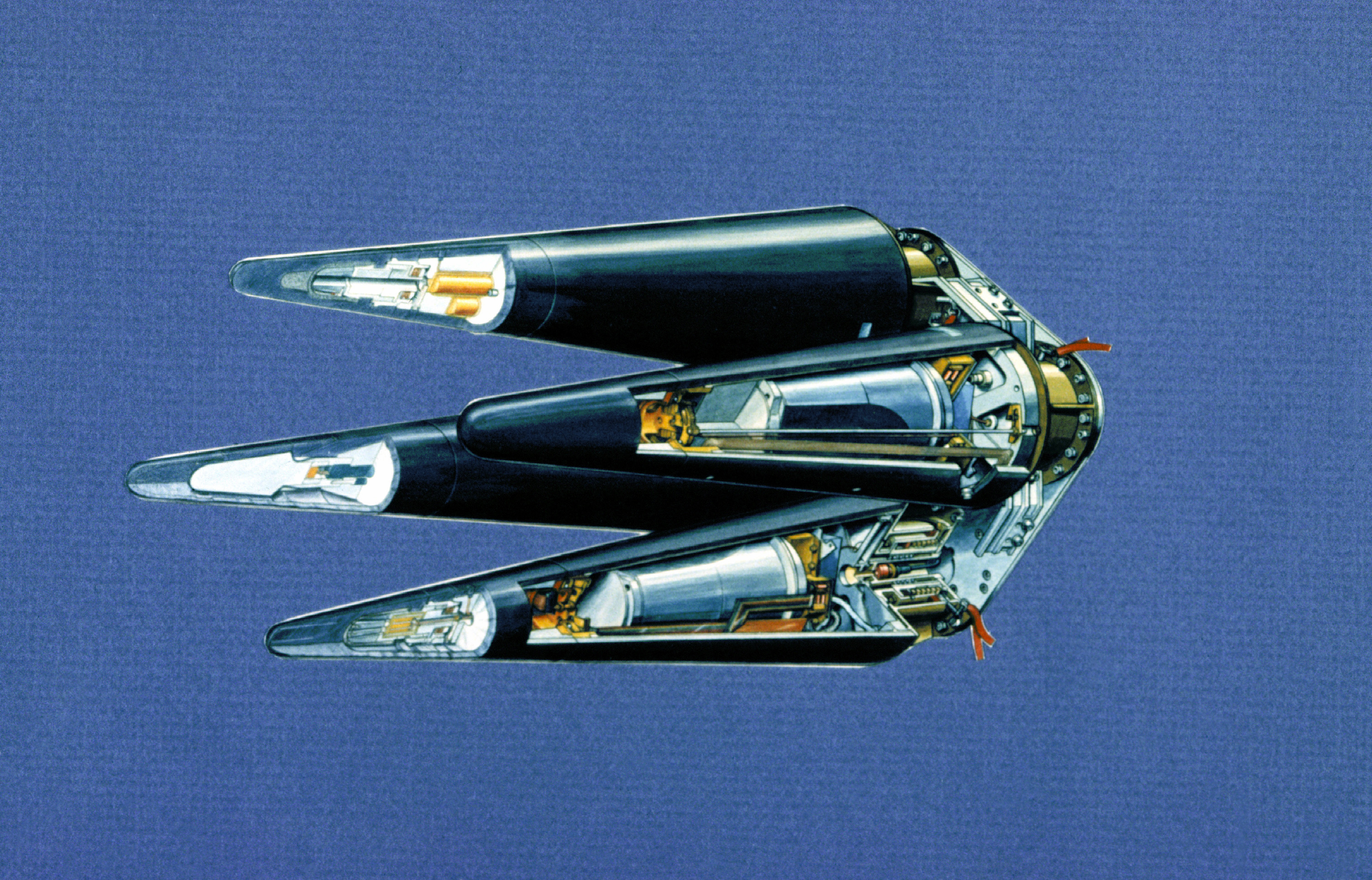
Querschnitt durch Sprengköpfe des Typs W78, MK12-A MIRV samt MIRV-Bus

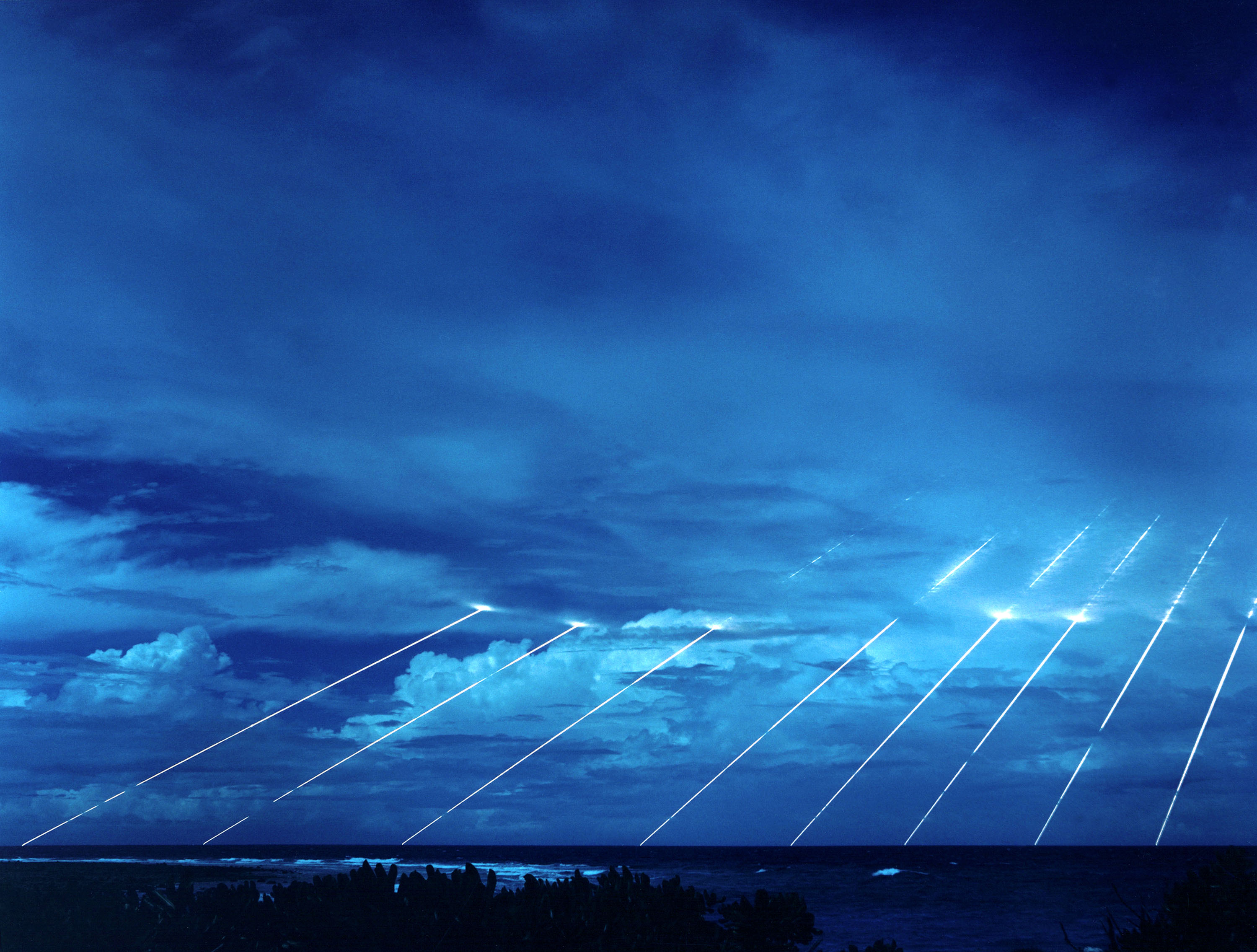
Wiedereintrittspuren von Peacekeeper-MIRVs am Kwajalein-Atoll, langzeitbelichtet

Interkontinentalraketen werden häufig mit mehreren Sprengköpfen ausgerüstet, damit pro Abschuss ein größeres Zielgebiet angegriffen werden kann. Zudem ist der Start einer Rakete sehr ressourcenintensiv; es ist also effizienter, mehrere Sprengköpfe mit einer Rakete zu transportieren.
Die erste Generation von Mehrfachsprengköpfen konnten noch nicht unabhängig voneinander gesteuert werden (MRV: Multiple Re-Entry Vehicle), so etwa bei der sowjetischen R-36 (SS-9 Mod 4).
Später konnte man Gefechtsköpfe unabhängig voneinander zielen (MIRV: Multiple independently targetable reentry vehicle). Die einzelnen Sprengköpfe sitzen dabei auf dem MIRV-Bus, einem manövrierfähigen Adapter. Nach dem Ausbrennen der letzten Raketenstufe führt dieser Kurskorrekturen durch und setzt die Sprengköpfe auf ihrer endgültigen ballistischen Bahn aus. Dadurch können die einzelnen Sprengköpfe innerhalb des Zielgebiets von meist mehreren hundert Kilometern Durchmesser beliebig platziert werden. Der Streukreisradius liegt bei modernen Systemen zwischen 90 und 500 m, die Sprengkraft zwischen 50 und 800 kT.
Russland, die USA, Frankreich und Großbritannien haben MIRV-Systeme in Dienst stehen. Landgestützte MIRV-Systeme sollten durch den START-II-Vertrag verboten werden, dieser trat aber nicht in Kraft. Die USA haben ihre LGM-118A Peacekeeper bis Ende 2005 außer Dienst gestellt, jedoch sind weiterhin Minuteman III mit bis zu drei Sprengköpfen in Dienst. Russland hat derzeit die R-36MUTTHk, R-36M2 (SS-18 Mod 4 und Mod 5) und UR-100NUTTH (SS-19) mit Mehrfachsprengköpfen in Dienst stehen und entwickelt eine MIRV-Variante der Topol-M (RS-24, SS-27 Mod-X-2).

### Manövrierfähige Sprengköpfe (MARV)
Ab den 1980er Jahren hielt eine alternative Technologie Einzug: die in der Endphase des Anflugs begrenzt manövrierfähigen Sprengköpfe (MARV – Maneuverable Re-Entry Vehicle) sollten die Raketenabwehr rund um Moskau durchdringen und/oder sehr hohe Zielgenauigkeiten (CEP) von ca. 50 m erreichen. Ab 1976 wurde seitens der USA ein entsprechendes System entwickelt, die MGM 31B-Pershing II, und ab 1985 in der Bundesrepublik stationiert und im Rahmen des INF-Vertrags vernichtet.
Auch die US Navy plante ein solches System. Als Trägerrakete sollte die sehr genaue UGM-133 Trident II D-5 (CEP 120 m mit einer Reichweite von 10.000 km) entwickelt werden. Das System wurde ab 1990 dann doch in einer auf MIRV basierenden Version (UGM-133B) auf einigen U-Booten der Ohio-Klasse in Dienst gestellt. Auch die sowjetischen/russischen Streitkräfte haben diese Entwicklungen weitgehend abgeschlossen. Russland hat z. Zt. etwa 40 landgestützte (potenziell mobile) Topol-M-Raketen im strategischen Arsenal. Die seegestützte Version Bulawa (SS-N-32) wurde 2018 in Dienst gestellt und auf U-Booten der Projekt 955 Klasse „Borei“ stationiert.

### FOBS

Fractional Orbital Bombardment System

Bei dem sowjetischen FOBS-System (Fractional Orbital Bombardment System) wurde der Sprengkopf in eine niedrige Erdumlaufbahn (LEO) gebracht, von wo aus er jeden Punkt der Erde erreichen konnte. Dazu musste der Sprengkopf nach Erreichen des Orbit lediglich zu einem bestimmten Zeitpunkt abgebremst werden.
Die Raketen sollten über die Pole fliegen und die USA von Süden aus angreifen. Damit hätte man das US-Radarnetz umgangen, das in Richtung Norden ausgerichtet war. Als Trägerrakete war die R-36O (NATO-Code: SS-9 Scarp Mod 3) vorgesehen. Das System war ab November 1968 voll einsatzbereit. Es trug einen Sprengkopf mit einer Sprengkraft von 1 bis 3 MT. Allerdings war es nur kurze Zeit in Dienst und nie in ausreichenden Stückzahlen verfügbar. Weiterhin war es sehr ungenau (CEP bis zu 5 km) und dadurch für den Angriff auf gehärtete Ziele (z. B. Raketensilos) ungeeignet.
Da die Zeitspanne zwischen Abbremsung und Aufschlag im Ziel nur wenige Minuten betrug, wäre die Vorwarnzeit sehr gering gewesen. Weiterhin hätten sich die Geschosse in niedrigeren Höhen als bisherige ICBMs bewegt, so dass die Entdeckung durch Radarsysteme erschwert gewesen wäre. Beides führte zum Verbot dieser Art von Waffen im Rahmen der SALT-Verträge.

## Flugphasen
Folgende Flugphasen werden unterschieden:
1. Start- oder Boost-Phase – 3 bis 5 Minuten (bei Feststoffantrieb kürzer als bei Flüssigantrieb). Start mit steilem Abschusswinkel (weniger Luftwiderstand), nach etwa 2 Minuten Umlenkung in die Flugrichtung. Höhe bei Brennschluss zwischen 150 und 400 km je nach Flugbahn, eine Geschwindigkeit von 7 km/s (25.000 km/h) bis zur 1. kosmischen Geschwindigkeit.
2. Mittlere Flugphase – etwa 25 Minuten – suborbitaler Flug in einer elliptischen Umlaufbahn, deren Apogäum eine Höhe von 1.200 km hat. Die große Halbachse dieser Ellipse hat eine Länge zwischen dem vollen und dem halben Erdradius; die Projektion der Bahn auf die Erde ist nahe zum Großkreis, leicht verschoben wegen der Erdrotation während des Flugs. In dieser Phase kann der Flugkörper mehrere unabhängige Gefechtsköpfe und Eintrittshilfen wie metallbeschichtete Folienballons ausstoßen, weiterhin Chaff oder ganze Täuschkörper.
3. Wiedereintrittsphase, beginnend in 100 km Höhe – 2 Minuten Dauer – Einschlag mit einer Geschwindigkeit bis zu 4 km/s (14.400 km/h), bei frühen ICBM weniger als 1 km/s (3.600 km/h).

## Abwehr
Im Allgemeinen wurde in den 1960er und 70er Jahren davon ausgegangen, dass Interkontinentalraketen aufgrund ihrer hohen Geschwindigkeit – zirka 20-fache Schallgeschwindigkeit – und Flughöhe nur mit nuklear bestückten Anti-Raketen-Raketen sicher abgewehrt werden können. Die fortschreitende Technik ermöglichte später Systeme, die durch präzise Zielerfassung den anfliegenden Sprengkopf genau treffen und allein durch die kinetische Energie zerstören können (Hit-To-Kill). Da die amerikanischen und sowjetischen Interkontinentalraketen vielfach für einen Flug über den Nordpol programmiert waren, waren die entsprechenden Abwehranlagen jeweils nach Norden ausgerichtet; die amerikanischen Anlagen zur Raketenortung und -abwehr befanden sich in Alaska.
Während des Kalten Krieges handelten die USA und die UdSSR ein Abkommen aus, das es jeder Seite erlaubte, genau eine Anlage zur Raketenabwehr einzurichten, das ABM-Abkommen (Anti-Ballistic-Missile). Während die USA ihre Raketenfelder schützten, aber die Anlage bereits nach kurzer Zeit, gerüchteweise nur einem Tag, wieder außer Betrieb nahmen, sind die ABM-Raketen des heutigen Russland nach wie vor rund um Moskau stationiert. Das wird von Beobachtern auch darauf zurückgeführt, dass die wissenschaftliche, wirtschaftliche und politische Struktur des Ostblocks seinerzeit und nun Russlands völlig auf die Zentrale Moskau ausgerichtet ist.
Seit Beginn des 21. Jahrhunderts entwickeln die USA wieder ein Abwehrsystem mit Namen „National Missile Defense“. Es soll das Territorium der Vereinigten Staaten und deren Truppen in Übersee vor ballistischen Raketen, insbesondere ICBMs, schützen. Dafür wurden neue Sensoren entwickelt und bereits vorhandene Systeme verbessert sowie neue Waffensysteme geschaffen. Einige Teile des Systems befinden sich noch in der Entwicklung oder Erprobungsphase, während andere bereits im Gefecht eingesetzt wurden.

## Unfälle
- 5. Dezember 1964 – Eine LGM-30B-Minuteman-I-Rakete wurde auf der Abschusseinrichtung L-02 der Ellsworth Air Force Base, South Dakota, in den taktischen Alarmzustand versetzt. Zwei Air-Force-Mitarbeiter waren zur Abschusseinrichtung abkommandiert, um das Sicherheitssystem des Raketensilos zu reparieren. Mitten in der Überprüfung zündete eine Bremsrakete unter dem Gefechtskopf, wodurch dieser etwa 23 m tief auf den Boden des Raketensilos fiel. Beim Aufschlag rissen sich die Zünd- und Höhensteuersysteme los, so dass die Stromversorgung des Gefechtskopfs ausfiel. Der Gefechtskopf wurde durch den Aufschlag schwer beschädigt, jedoch arbeiteten alle Sicherheitsvorrichtungen wie vorgesehen, so dass keine Explosion und keine Freisetzung radioaktiven Materials erfolgte.[8]
- 9. August 1965 – Nahe der Little Rock Air Force Base und der Stadt Searcy in Arkansas kam es in einem Silo (Launch Complex 373-4), bestückt mit einer LGM-25C Titan-II-Rakete, zu einem Unfall. Bei Wartungsarbeiten im Rahmen des Projekts Yard-Fence zur Härtung der Silos gegen mögliche Einschläge von Kernwaffen in der Nähe wurden bei einem Feuerausbruch 53 Personen getötet.[9]
- Nach Angaben der US Air Force gab es zwischen 1975 und 1979 rund 125 Unfälle mit Titan-ICBMs in Arkansas, Arizona und Kansas. Von März 1979 bis September 1980 gab es 10 Lecks und Unfälle in den in Arkansas vorhandenen Silos.
- 24. August 1978 – In einem Silo (Launch Complex 533-7) mit einer LGM-25C Titan-II-Rakete nahe der McConnell Air Force Base südöstlich von Wichita, Kansas, wurden zwei US-Air-Force-Soldaten aufgrund eines Lecks der Rakete getötet und 30 weitere durch Gasaustritt verletzt. Das Silo wurde beschädigt und die Siedlungen in der Nähe wurden evakuiert.
- 19. September 1980 – Bei Wartungsarbeiten in einem Silo (Launch Complex 374-7) einer LGM-25C Titan-II-Rakete nahe der Little Rock Air Force Base und nahe dem Ort Damascus (Faulkner County) im US-Bundesstaat Arkansas fiel einem Luftwaffentechniker eine Steckschlüsselnuss in das Silo. Diese prallte seitlich vom ersten Aufschlagspunkt ab, traf die Rakete und verursachte ein Leck an einem unter Druck stehenden Treibstofftank. Die Raketenbasis und das umliegende Gebiet wurden geräumt. Achteinhalb Stunden später explodierten die Treibstoffdämpfe innerhalb des Silos; die Wucht der Explosion sprengte die zwei 740 Tonnen wiegenden Silodeckel ab und schleuderte den 9-Megatonnen-Sprengkopf 180 Meter weit. Ein Fachmann der Air Force starb, 21 weitere US-Air-Force-Angehörige wurden verletzt.[10] Der Dokumentarfilm Damascus, USA. Der GAU (englisch: Command and Control, deutsche Erstausstrahlung bei arte am 21. Juli 2020[11])[12] handelt von diesen Ereignissen.

## Typen

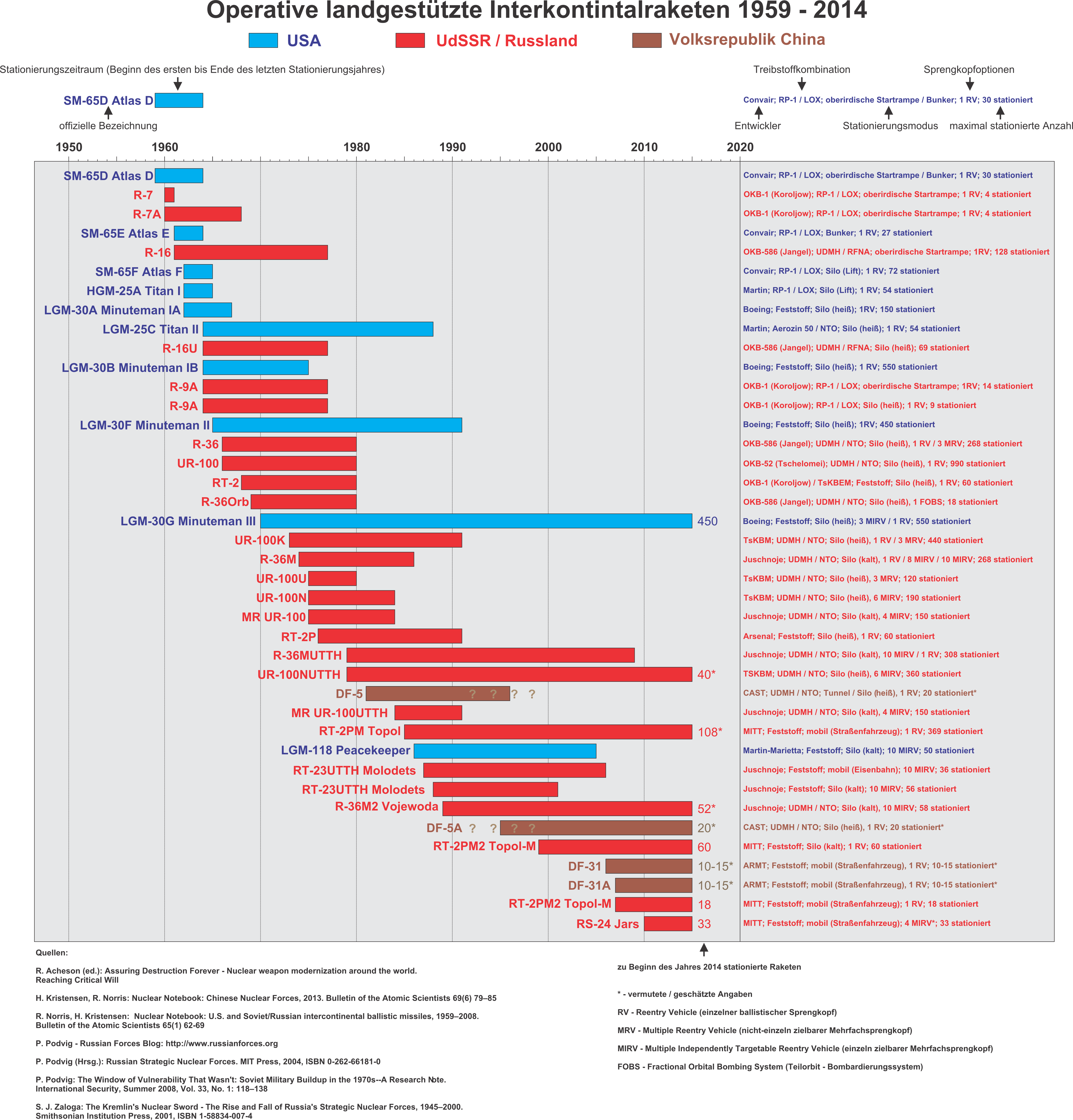
Übersicht zu stationierten Interkontinentalraketen 1959–2014

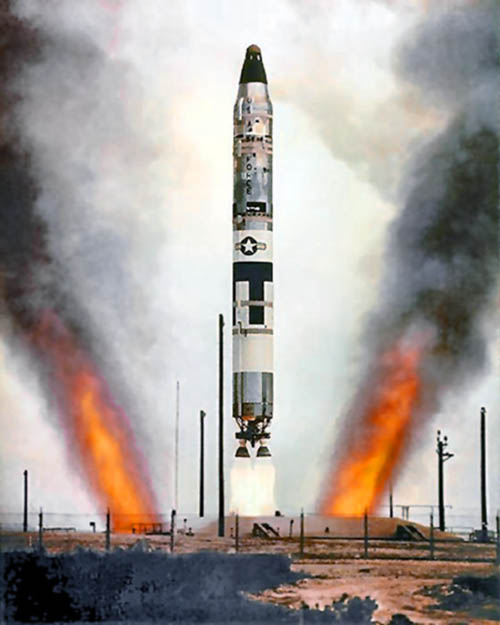
Start einer US-amerikanischen Interkontinentalrakete vom Typ Titan II aus einem Silo

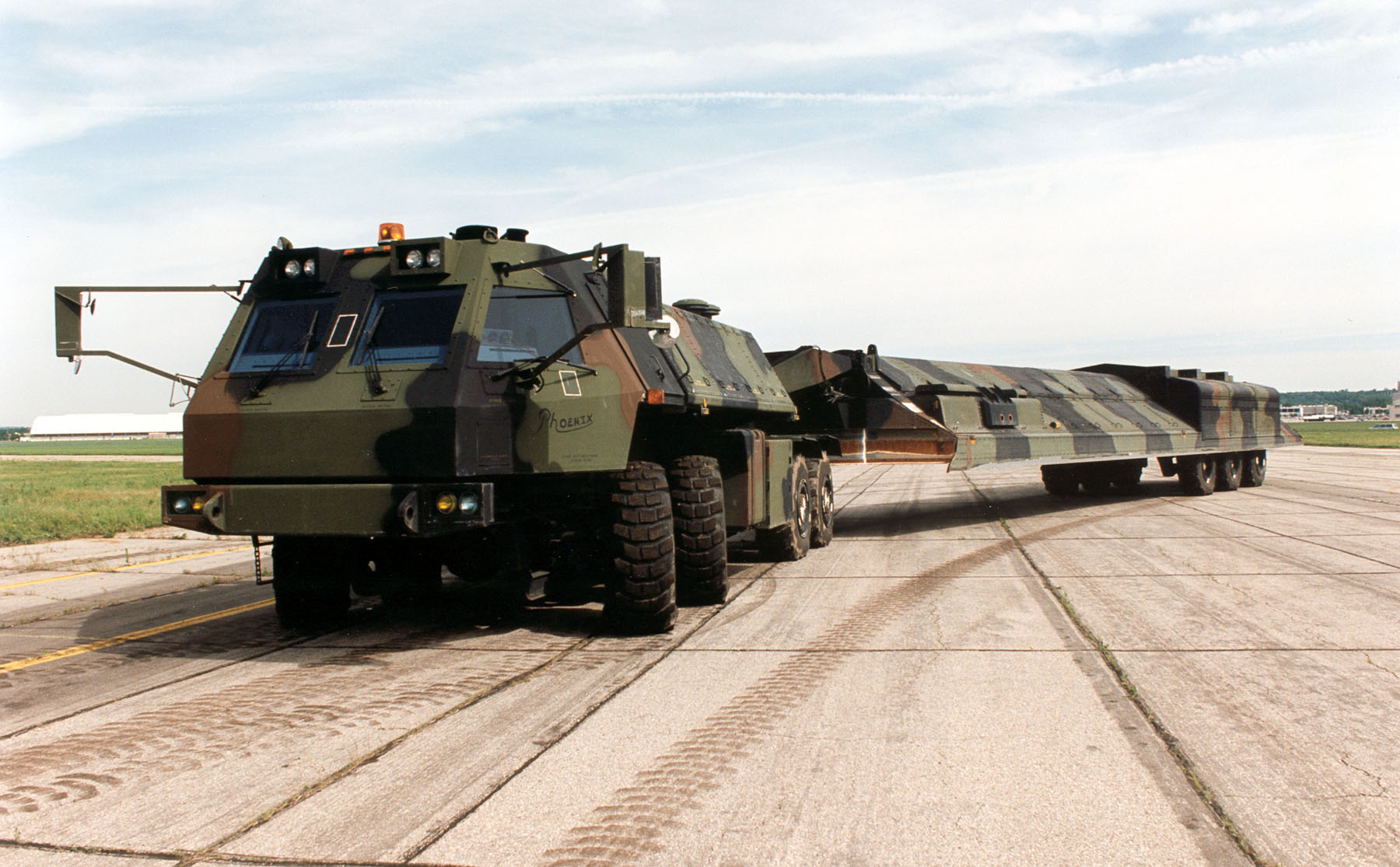
MGM-134A Small Intercontinental Ballistic Missile (SICBM) Hard Mobile Launcher (HML) (geplante Einführung des Trägersystems wurde von den USA 1992 eingestellt)

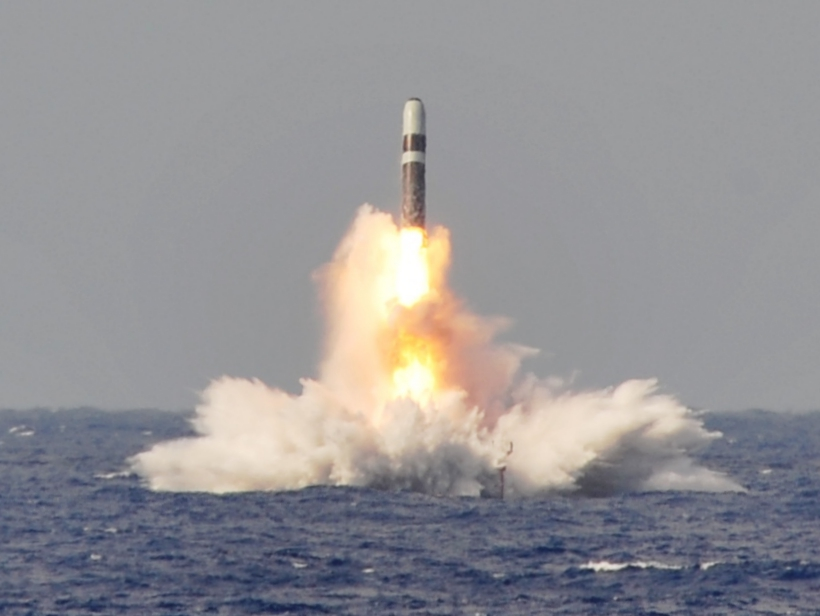
UGM-133A Trident II wird von einem U-Boot aus gestartet

(Kursiv = nicht in Dienst, entweder obsolet, oder noch in der Entwicklung)
USA
- landgestützt:[13]
  - CGM-16 Atlas
  - HGM-25A Titan I
  - LGM-25C Titan II
  - LGM-30A/B Minuteman I
  - LGM-30F Minuteman II
  - LGM-30G Minuteman III
  - LGM-118 Peacekeeper
  - MGM-134 Midgetman Small ICBM (nicht in Dienst gestellt)
  - LGM-35 Sentinel
- seegestützt:[14]
  - UGM-73 Poseidon C-3 (Versionen mit max. 10 Sprengköpfen)
  - UGM-93 Trident I C-4
  - UGM-133 Trident II D-5

UdSSR/Russland
- landgestützt: (Sowjetische Bezeichnung. Defense Intelligence Agency-, NATO-Code in Klammern)
  - R-7 (SS-6, Sapwood)
  - R-9 (SS-8, Sasin)
  - GR-1 (SS-10 Scragg, nicht in Dienst gestellt)
  - R-16 (SS-7 Saddler)
  - R-26 (SS-8 Sasin, Verwechslung mit R-9, nicht in Dienst gestellt)
  - R-36 (SS-9 Scarp)
  - R-36-O (SS-9 FOBS, orbitalfähige R-36)
  - R-36M „Voivode“ (SS-18 Satan) (verschiedene Versionen)
  - UR-100 (SS-11 Sego)
  - UR-100MR „Sotka“ (SS-17 Spanker)
  - UR-100N bzw. RS-18 (SS-19 Stiletto)
  - UR-200 (SS-X-10 Scragg, Verwechslung mit GR-1, nicht in Dienst gestellt)
  - UR-500 „Proton“ (nicht in Dienst gestellt)
  - RT-1 (kein NATO-Code vorhanden, nicht in Dienst gestellt)
  - RT-2 (SS-13 Savage)
  - RT-20P (Rakete) (SS-15 Scrooge)
  - RT-21 „Temp-2S“ (SS-16 Sinner)
  - RT-2PM „Topol“ (SS-25 Sickle)
  - RT-2UTTH „Topol-M“ (SS-27 Sickle-B), erster erfolgreicher Test der mobilen Ausführung am 24. Dezember 2004 in Plessezk
  - RS-24 Jars (SS-27 Mod-X-2)
  - RS-26 Rubesch (SS-X-31 oder SS-X-29B)
  - RT-23 „Molodets“ (SS-24 Scalpel)
  - RSS-40 „Kuryer“ (NATO-Code SS-X-26 ist obsolet, Projekt wurde aufgegeben)
  - RS-28 „Sarmat“
  - Kedr: in Entwicklung[15]
- seegestützt:
  - Wolna bzw. R-29 bzw. RSM-54 „Sinewa“, SS-N-23 Skiff
  - R-39 (SS-N-20 Sturgeon)
  - Bulawa (SS-N-32)

China
- landgestützt:
  - CSS-3
  - Dongfeng 5 (andere Bezeichnung CSS-4)
  - DF-6 (Projekt wurde aufgegeben)
  - DF-22 (andere Bezeichnung DF-14, Projekt wurde aufgegeben)
  - DF-31 (andere Bezeichnung CSS-9)
  - DF-41 (andere Bezeichnung CSS-20, 2019 der Öffentlichkeit vorgestellt)[16]

Nordkorea:
- landgestützt:
  - Taepodong-2
  - Hwasong-13 (Rodong-C, NATO-Code KN-08 und KN-14)
  - Hwasong-14 (NATO-Code KN-20)
  - Hwasong-15
  - Hwasong-17
  - Hwasong-18 (erste nordkoreanische ICBM mit Feststoffantrieb)
  - Hwasong-19 (mit Feststoffantrieb)
  - NKSL-1 (Taepodong-1 mit dritter Stufe, kann Satelliten in den Orbit bringen, vorläufige Bezeichnung)
  - NKSL-X-2 (Taepodong-2 mit dritter Stufe, kann Satelliten in den Orbit bringen, vorläufige Bezeichnung)

Großbritannien
- (seegestützt, U-Boote):
  - Trident II D-5 (US-Raketen mit britischen Sprengköpfen)

Frankreich
- (seegestützt, U-Boot):
  - M-45
  - M-5 (nur geplant)
  - M 51

Indien
- landgestützt:
  - Agni V und VI (Agni VI in Entwicklung, Agni V: einsatzbereit):

Pakistan
- landgestützt:
  - Taimur[17]

Israel
- landgestützt:
  - 'Jericho-3 (Luz YA-4)' (wird weiterentwickelt, ist einsatzbereit)

Japan (potentiell)
- Mu-V, Epsilon (Rakete), J-I (Aufgrund von Feststoffraketentriebwerk und hohem Wurfgewicht können diese Trägerraketen sehr schnell in Interkontinentalraketen umgewandelt werden. Lediglich die Nutzlast und das Lenksystem müssten umgetauscht werden)[18][19]

Abrüstung
- ABM-Vertrag
- START-Vertrag

## Nachfolger
Vor einiger Zeit gab die britische Regierung die Weiterentwicklung der Trident-Interkontinentalraketen in Auftrag. In Zusammenarbeit mit dem US-amerikanischen Militär soll aus bereits getesteten Teilen der vorhandenen Raketen und Sprengköpfe eine neue Generation atomarer Waffen entstehen.